# Yakubu Gowon
General Yakubu "Jack" Dan Yumma- Gowon (Lur, 19. listopada 1934.), jedan u nizu vojnih vođa koji su vladali Nigerijom poslije neovisnosti. Bio je državni poglavar Nigerije od 1966. do 1975. godine, iako se smatra predsjednikom.
Rodio se kao pripadnik plemena Ngas u selu Lur, općina Kanke, središte Nigerije.  Potječe iz kršćanske obitelji, a odrastao je u mjestu Zaira. U 20. godini 1954. prijavljuje se u nigerijsku vojsku, a već iduće godine, dobio je čin drugog poručnika.
Došao je na vlast u vojnom udaru, a srušen je u drugom vojnom udaru. Te 1966. godine je u siječnju srušena civilna uprava. Imenovani vođa, Johnson Aguiyi-Ironsi nije se pokazao kao dobar izbor. Ukinuo je federalističko uređenje, a umjesto toga uveo je unitarnu državu. Kap koja je prelila čašu bio je Ironsijev potez kojim je abolirao ratne zločince.
Kad je siječnja 1966. pao predsjednik Azikiwe, dogodila su se ubojstva mnogih civilnih političara sa sjevera i zapada zemlje, a samo je jedan pripadnik plemena Igbo poginuo. Ogorčeni etnocentrističkim režimom, grupa časnika se odlučila za puč.
Dana 29. srpnja 1966. godine Ironsi je ubijen, a potpomognut uglednim časnicima, Gowon kao potpukovnik dolazi na vlast. Iako je spriječio secesiju Istočne Nigerije, nije se iskazao u mirnodopskim uvjetima. Loše je gospodario državom, te su se obogatili razni sumnjivci.
Na devetu godišnjicu puča, ogorčeni i razočarani i ovim vođom, bojnik Theophilus Danjuma i satnik Martin Adamu, na vlast postavljaju brigadira Murtalu Mohammeda.
Yakubu se u Nigeriju vratio tek kad je uspostavljena Druga Nigerijska Republika.